# Orrgo
Orrgo es un personaje ficticio que aparece en los cómics estadounidenses publicados por Marvel Comics.

## Historial de publicaciones
Orrgo apareció por primera vez en Strange Tales vol. 1 # 90 y fue creado por Jack Kirby. 
Como parte de All-New, All-Different Marvel, Orrgo aparece en Comandos Aulladores de S.H.I.E.L.D.

## Biografía ficticia
Orrgo es un "dios espacial" extraterrestre de 25-30 pies, que ha tratado de conquistar la Tierra muchas veces en el pasado. Llegó a la Tierra para mostrar sus poderes superiores sobre los humanos. Con sus habilidades, Orrgo se hizo cargo del mundo rápidamente. Con la raza humana bajo su dominio mental, Orrgo regresó al circo donde llegó por primera vez y se fue a dormir. Un gorila de circo llamado Jojo se dio cuenta de que era la razón por la que no estaba siendo alimentado. Jojo escapó de su jaula y mató a Orrgo. La raza humana se liberó del control de Orrgo cuando el resto del género de Orrgo se fue pensando que los humanos habían derrotado a Orrgo.
Los Headmen más tarde robaron al dios del Más Allá del museo y lo usaron para convocar a Orrgo.
Los Headmen y M.O.D.O.K. convocaron a Orrgo usando la estatua del Dios del Más Allá. Gata Infernal, Nighthawk y Valquiria de Los Defensores lucharon contra Orrgo solo para ser derrotados por él. Orrgo luego atacó la ciudad. Después de hacer estallar los volcanes, las ciudades levitaron y las áreas pobladas estallaron en llamas, Orrgo tomó el control de las mentes de la población de la Tierra. Los Headmen, M.O.D.O.K. y los Defensores no se vieron afectados porque entraron en contacto con el Dios del Más Allá. Cuando los Defensores atacaron la base de los Headmen, ordenaron a Orrgo convocar a un ejército de supervillanos para luchar contra ellos. Mientras el Doctor Strange, Hulk, Namor y Silver Surfer estaban ocupados luchando contra los villanos, Gata Infernal, Nighthawk y Valquiria entran en la base de los Headmen cuando Nighthawk se apoderó del Dios del Más Allá. Con el Dios del Más Allá en su poder, los Defensores ordenaron a Orrgo que deshaga el daño que causó. Con el daño reparado y los supervillanos teletransportados a donde vinieron, el Doctor Strange declaró que podían desterrar todo mal de la Tierra. Gata Infernal rompió al Dios del Más Allá, afirmando que sería una violación del libre albedrío hacer tal cosa. Al ser liberado, Orrgo pensó por sí mismo nuevamente y amenazó con devastar el planeta. Gata Infernal le recordó a Orrgo que su raza siempre ha sido derrotada por los humanos y le preguntó si realmente quería luchar contra ellos. Orrgo decide abandonar la Tierra y regresar cuando los humanos estén extintos.
Por medios desconocidos, Orrgo fue capturado por S.H.I.E.L.D. y colocado en la Fuerza de Monstruos de los Comandos Aulladores.
Orrgo aparece como miembro de S.T.A.K.E., una división de S.H.I.E.L.D. que se ocupa de lo sobrenatural. Su comandante es Dum Dum Dugan, que vive en un cuerpo de Life Model Decoy muy avanzado.
Como parte del evento All-New, All-Different Marvel, Orrgo aparece como miembro de los Comandos Aulladores de S.T.A.K.E.. Debido al enorme tamaño de Orrgo, él no es un miembro de campo del equipo, pero se utiliza como soporte tecnológico y comunicaciones. Le gustan los eventos caóticos. A pesar de la naturaleza misma de muchos de sus compañeros de equipo, Orggo no cree en lo sobrenatural.
Durante el argumento Avengers: Standoff!, Orrgo era un preso de Pleasant Hill, una comunidad cerrada establecida por S.H.I.E.L.D.
Más tarde se reveló que Orrgo terminó en Pleasant Hill después de que el Dr. Paul Kraye lo sorprendió revisando sus archivos. Alertó a María Hill alegando que Orrgo se volvió pícaro y Orrgo fue encarcelado en Pleasant Hill, donde Kobik lo convirtió en perro. Esto condujo al LMD de Dum Dum Dugan a encontrar Pleasant Hill y liderar a los Comandos Aulladores allí para rescatar a Orrgo. Orrgo es rescatado mientras Kobik transporta al grupo de regreso a S.T.A.K.E. HQ. Una vez de vuelta en S.T.A.K.E. HQ, Orrgo detecta que Paul Kraye ha liberado a todos los internos allí.
Orrgo estaba con los Comandos Aulladores cuando ayudaron al Viejo Logan a rescatar a Júbilo de Drácula.
Durante la historia de Monsters Unleashed, Orrgo se encuentra entre los monstruos que ayudaron a luchar contra la Marea Leviathon.

## Poderes y habilidades
Aparte de su fuerza sobrehumana, Orrgo tiene grandes poderes mentales que parecen alterar la realidad. También posee pulmones poderosos, ya que fue capaz de volar a las personas. También parece tener algún tipo de habilidades de congelación.

## Otras versiones

### Marvel Adventures
En la continuidad de Marvel Adventures, se muestra que Orrgo es aproximadamente del tamaño de la Cosa y continuamente se jacta de que tiene "poderes mentales increíbles". Inmediatamente después de una batalla con los Cuatro Fantásticos, Orrgo adquiere inmunidad diplomática y se presenta para juzgar un concurso de belleza donde procede a discutir con Ben sobre sus términos de "belleza". Finalmente, Sue descubre a través de uno de los concursantes, Chili Storm, que el equipo de seguridad son en realidad agentes de A.I.M. y buscan robar la tecnología de Orrgo. Los Cuatro ayudan a Orrgo a luchar contra los agentes antes de ser detenidos por los poderes de Orrgo. Orrgo luego ordena a los agentes conseguir trabajo en un restaurante de comida rápida, que Johnny llama cruel. Luego, Chili elige salir con Orrgo, lo que considera su venganza contra Ben de una pelea anterior.

## En otros medios

### Videojuegos
Orrgo aparece como un jefe y un personaje reclutable en el juego móvil Marvel Avengers Academy durante la edición limitada del evento Monsters Unleashed, expresado por Scott Montiel. El escritor Allen Warner elogió su "actitud tonta, loca, exagerada y un conjunto de poder que lo hacen un gran candidato para el juego, y perfecto para un evento que presenta a un dinosaurio rojo luchando contra un dragón del espacio exterior.